# Dihydrotachysterol
Dihydrotachysterol (DHT) ist ein in der Leber aktiviertes synthetisches Vitamin-D-Analogon, das keine renale Hydroxylierung erfordert wie Vitamin D2 (Ergocalciferol) und Vitamin D3 (Cholecalciferol). DHT hat einen schnellen Wirkungseintritt (2 Stunden), eine kürzere Halbwertszeit und eine größere Wirkung auf die Mineralisierung von Knochensalzen als Vitamin D. Es wird bei Unterfunktion der Nebenschilddrüsen eingesetzt. Der Wirkstoff wurde 1941 von Winthrop patentiert und ist als Generikum im Handel.

## Handelsnamen
Monopräparate: A.T. 10 (D, CH)